# Mennica w Bielsku
Mennica w Bielsku – mennica Księstwa Cieszyńskiego działająca w Bielsku, w której:
- Fryderyk Kazimierz bił:
  - krajcary typu austriackiego (1568–1570),
  - dwukrajcary wzorowane na szelągach elbląskich Zygmunta I Starego,
  - grosze wzorowane na groszach litewskich Zygmunta II Augusta.